# ISO 3166-2:UM
ISO 3166-2:UM è uno standard ISO che definisce i codici geografici delle Isole minori esterne degli Stati Uniti d'America ed è un sottogruppo del codice ISO 3166-2.
Tali codici sono stati assegnati alle nove isole e gruppi di isole dell'insieme e sono formati dalla sigla UM-, seguita da un codice numerico a due cifre, che sono le medesime a cui era assegnata l'isola o il gruppo di isole nello standard FIPS 5-2.
Essendo parte delle aree insulari degli Stati Uniti d'America, a esse è assegnato inoltre un codice (US-UM) nello standard ISO 3166-2:US come suddivisione degli Stati Uniti d'America.

## Codici delle suddivisioni
| Codice | Suddivisione     | Tipologia       |
| ------ | ---------------- | --------------- |
| UM-81  | Isola Baker      | isola           |
| UM-84  | Isola Howland    | isola           |
| UM-86  | Isola Jarvis     | isola           |
| UM-67  | Atollo Johnston  | gruppo di isole |
| UM-89  | Kingman Reef     | gruppo di isole |
| UM-71  | Atollo di Midway | gruppo di isole |
| UM-76  | Isola Navassa    | isola           |
| UM-95  | Palmyra          | gruppo di isole |
| UM-79  | Isola di Wake    | isola           |